# Менгисту, Негусс
Негусс Менгисту (англ. Negousse Mengistu; род. 11 марта 1932, Гондэр) — эфиопский шоссейный велогонщик. Участник летних Олимпийских игр 1956 и 1960 года годов.

## Карьера
В 1956 году был включён в состав сборной Эфиопии на летних Олимпийских играх в Мельбурне.
На них выступил в групповой шоссейной гонке протяжённостью 187 км, но не смог финишировать как и ещё 43 гонщика.
По результатам этой гонки также определялся победитель в групповой командной гонке. По её результатам сборная Эфиопии (в которую также входили Гурему Дембоба, Месфен Тесфайе и Зехай Бахта) заняла последнее 9 место, уступив занявшей первое место сборной Франции 77 очков.
В 1960 году был включён в состав сборной Эфиопии на летних Олимпийских играх в Риме. На них выступил в командной гонке с раздельным стартом на 100 км. По её результатам сборная Эфиопии (в которую также входили Гурему Дембоба, Куфлю Алазар и Амус Тессема) заняла 28 место, уступив занявшей первое место сборной Италии 24 минуты.